# Seconde bataille de Bir el Gubi
Guerre du Désert de la Seconde Guerre mondiale
Batailles
Guerre du Désert
- Invasion de l'Égypte
- Compass (Fort Capuzzo
- Nibeiwa
- Sidi Barrani
- Bardia
- Tobrouk (1941)
- Mechili
- Beda Fomm)
- Koufra
- Siège de Giarabub
- Sonnenblume
- El Agheila (1941)
- Siège de Tobrouk (Raid sur Bardia
- Raid Twin Pimples)
- Skorpion
- Brevity
- Battleaxe
- Crusader (Flipper
- Bir el Gubi (novembre 1941)
- Point 175
- Bir el Gubi (décembre 1941))
- Fort Lamy
- Gazala (Bir Hakeim
- Tobrouk (1942))
- Mersa Matruh
- El Alamein (juillet 1942) (Raid sur l'aérodrome de Sidi Haneish)
- Alam el Halfa
- Agreement (Caravan)
- Bertram
- Braganza
- El Alamein (octobre 1942) (Avant-poste Snipe)
- El Agheila (1942)

Débarquement allié en Afrique du Nord
- Blackstone
- Casablanca
- Reservist
- Terminal
- Port Lyautey
- Brushwood

Campagne de Tunisie
- Course pour Tunis
- Ligne Mareth
- Sidi Bouzid
- Kasserine
- Sejnane
- Ochsenkopf
- Capri
- Ksar Ghilane
- Pugilist
- El Guettar
- Wadi Akarit
- Longstop Hill
- Hill 609
- Vulcan
- Flax
- Retribution
- Strike

La deuxième bataille de Bir el Gubi est un affrontement s'étant déroulé près de Bir el Gubi (Libye) entre le 3 et le 7 décembre 1941, opposant les forces italiennes (plus tard renforcées par les Allemands) et du Commonwealth. Elle suivit la première bataille de Bir el Gubi, une tentative ratée de capture de la ville par les Alliés. Bir el Gubi était une position tactique dont la chute aurait permis aux Alliés de déborder les forces germano-italiennes en Cyrénaïque. La bataille faisait partie de l'opération Crusader.

## Contexte
Le 18 novembre, au nord de Bir el Gubi, les forces du Commonwealth lancèrent une nouvelle offensive, l'opération Crusader. Le 19 novembre, la division Ariete, lors de la première bataille de Bir el Gubi, repoussa une attaque britannique et le 23 novembre une grande bataille de chars, Totensonntag (« dimanche des morts » en allemand), eut lieu dans le désert. Dans la ville, le régiment « Giovani Fascisti » et quelques unités Bersaglieri prirent position. Une compagnie de chars du Ier bataillon du 32e régiment de chars (division Ariete) fut également envoyé en soutien, avec dix chenillettes Fiat L3 et deux chars moyens M13/40.
Les soldats italiens renforcèrent les fortifications existantes, construisant des postes de mitrailleuses et de canons antichars, mettant en place des barrières de barbelés et creusant des trous dans le sol. Ces fortifications permirent à la ville d'être défendue contre les attaquants venant de n'importe quelle direction. L'un des deux M13/40 et certaines des chenillettes L3, immobilisés par des pannes mécaniques, furent enterrés et utilisés comme positions défensives. Les militaires prirent position dans les trous dans la soirée du 1er décembre, sous des pluies torrentielles. La garnison comptait également dix canons de 47/32 mm, 37 mitrailleuses modèle Breda 24, 35 fusils antichars modèle 12, 6 fusils antichars Solothurn S-18/100 (en) et huit mortiers de 81 mm.

« Le GGFF (Giovani Fascisti) fit sa marque lors de l'opération Crusader. Chargés de défendre la petite colline connue sous le nom de Bir el Gubi, ils repoussèrent les attaques répétées de la 11e brigade indienne et de la 7e division blindée britannique au cours de la première semaine de décembre 1941. Malgré tout, ils infligèrent de lourdes pertes aux Alliés et parvinrent à tenir leur position malgré une faim et une soif continue. »

## La bataille
Après le retrait de la 2e division néo-zélandaise, le général Neil Ritchie avait réorganisé ses unités d'échelon arrière pour libérer sur la ligne de front la 5e et la 22e brigade de la garde de la 4e division d'infanterie indienne. Le 3 décembre, la 11e brigade (appartenant à la 4e division d'infanterie indienne) était fortement engagée dans une escarmouche contre un point d'appui près de Bir el Gubi, à environ 40 kilomètres au sud d'Ed Duda. Les 1er et 2e bataillons du 136e régiment italien « Giovani Fascisti » de cette position au sommet d'une colline repoussèrent avec succès les attaques répétées des unités blindées britanniques et d'infanterie indienne au cours de la première semaine de décembre. À 12 h 00 le 3 décembre, l'artillerie alliée commença le bombardement des positions italiennes, causant quelques pertes (parmi lesquelles le major Fulvio Balisti, commandant du Ier bataillon du régiment « Giovani Fascisti », qui fut blessé). Dans la nuit, toutes les unités italiennes en dehors du périmètre de Bir el Gubi furent capturées, ainsi que leurs véhicules et équipements.
Dans la matinée du 4 décembre, les forces alliées lancèrent deux attaques contre Bir el Gubi. Des centaines d'hommes du Queen's Own Cameron Highlanders (faisant partie de la 11e brigade d'infanterie indienne), appuyés par des chars et par un barrage d'artillerie, attaquèrent les positions du Ier bataillon, tandis que le reste de la 11e brigade, appuyé par des chars Valentine de la 7e division blindée, attaqua les lignes du IIe bataillon, plus au nord. Les deux attaques furent repoussées et les assaillants subirent des dizaines de morts ; ils réussirent cependant à encercler les positions italiennes.
Vers 14 h 00 le même jour, une troisième attaque est lancée contre les lignes italiennes ; les défenseurs italiens résistent pendant plusieurs heures face à la pression croissante de l'infanterie et de l'artillerie, mais dans la soirée, la 4e compagnie doit abandonner le point 188 et se replier sur le point 184.
Les blindés L3 se révélèrent utiles contre l'infanterie grâce à leurs deux mitrailleuses et leur blindage, mais impuissants contre les chars, provoquant la destruction de 10 d'entre eux. Le général Willoughby Norrie disposait d'une supériorité écrasante dans la région, mais échoua à se concentrer et à coordonner l'action de ses forces. Les Italiens, au contraire, coordonnaient efficacement l'action de leur infanterie, de leur artillerie et de leurs chars légers.
Pendant les combats, le colonel Ferdinando Tanucci, commandant du régiment Giovani Fascisti, fut blessé ; le lieutenant-colonel Alfred George Butler, des Rajputana Rifles, fut tué. Entre le 4 et le 7 décembre, le XXXe corps britannique lança sept attaques, toutes repoussées avec de lourdes pertes par les défenseurs italiens. La faim et le manque de ravitaillement commença cependant à affaiblir la garnison italienne, qui demanda des renforts ; Erwin Rommel décida d'envoyer des forces blindées (15e et 21e divisions Panzer) pour soutenir les Italiens à Bir el Gubi.
À l'aube du 5 décembre, les premières unités blindées allemandes arrivèrent près du point 188, qu'elles reprirent après un affrontement violent entre chars allemands et britanniques. Après cela, les chars allemands se dirigèrent vers Bir el Gubi. Les divisions Ariete et Trieste furent également envoyées, mais la première fut stoppée par une attaque alliée, et la seconde se perdit dans le désert. Crüwell ignorait que la 4e brigade blindée (qui fait partie de la 7e division blindée), disposant maintenant de 126 chars, était à plus de 20 milles (32 km) et s'était retiré vers l'ouest. La brigade indienne fut brisée puis rappelée pour une remise en état, déployant la 22e brigade de la Garde à cette tâche.
Les affrontements avec les chars se poursuivirent ; au cours de la nuit suivante, la division Ariete parvint à atteindre Bir el Gubi et rejoignit les Panzers allemands du général Ludwig Crüwell, et leur force combinée repoussèrent les dernières attaques britanniques. Avec l'arrivée de la division Ariete, la force du Commonwealth avait perdu sa supériorité numérique et s'est finalement retirée, mettant ainsi fin à la bataille.

## Conséquences
Crüwell, cependant, avait perdu l'occasion de porter un coup dur le 6 décembre alors que la 4e brigade blindée (qui faisait partie de la 7e division blindée) ne fit aucun mouvement pour se rapprocher de la 22e brigade de la Garde ; il attendit trop longtemps et, le 7 décembre, la 4e brigade blindée s'était repliée. Pire, l'habile commandant de la 15e division Panzer, Walter Neumann-Silkow fut mortellement blessé deux jours plus tard.
Les forces de l'Axe ont ensuite été contraintes d'abandonner la ville de Bir el Gubi avec la progression de l'opération Crusader.

## Sources
- W. E. Murphy et Monty C., The Relief of Tobruk. The Official History of New Zealand in the Second World War 1939–1945, Wellington, NZ, New Zealand Electronic Text Collection, 1961